# Opiter Werginiusz Tricostus
Opiter Verginius Tricostus – konsul rzymski w roku 502 p.n.e., pierwsza osoba z rodziny Werginiuszy pełniąca tak poważny urząd.
Według Tytusa Liwiusza Opiter wraz z drugim konsulem, Spuriuszem Kasjuszem, wziął udział w walkach przeciwko plemieniu Aurunków, oblegając i zdobywając Pomencję. Podczas walk jeden z konsulów został ranny. Po zdobyciu miasta obydwu konsulom przyznano prawo do odbycia triumfu w Rzymie. Inną wersję wydarzeń podaje Dionizjusz z Halikarnasu, który Opiterowi przypisuje zdobycie Kamerii.